# Garak-dong, Seoul
Garak-dong (koreanska: 가락동) är en stadsdel i Sydkoreas  huvudstad Seoul. Den ligger i den sydöstra delen av staden i stadsdistriktet Songpa-gu.

## Indelning
Administrativt är Garak-dong indelat i:
| Namn     | Namn             | Yta km² | Invånare 31 dec 2020> |
| -------- | ---------------- | ------- | --------------------- |
| 가락본동 | Garakbon-dong    | 1,10    | 27 368                |
| 가락1동  | Garak 1(il)-dong | 1,30    | 27 876                |
| 가락2동  | Garak 2(i)-dong  | 1,00    | 33 204                |